# Manuel Vallade
 (décembre 2023).
Manuel Vallade est un comédien et danseur français, né le 9 janvier 1979.

## Biographie
Manuel Vallade se forme au Conservatoire régional de Nantes puis à l'École supérieure d'art dramatique du Théâtre national de Strasbourg, dans le groupe 33, dont il sort en 2002 avec la création de Hamlet Machine, mise en scène par Ludovic Lagarde.
Depuis 2004, il participe régulièrement aux mises en scène d’Hubert Colas : Sans faim, Hamlet, Chto, Face au mur, Mon képi blanc, Jeff Koons... Manuel Vallade joue ensuite sous la direction de Bernard Sobel, Yves Beaunesne, Stéphane Braunschweig, Célie Pauthe, Yann-Joël Colin, François Cervantes,  Émilie Rousset,, mais aussi Yves-Noël Genod et Vincent Macaigne. Il se dirige vers la danse avec Vincent Dupont et surtout Olivia Grandville pour laquelle il fait plusieurs pièces.
Il est invité en 2014 par le Festival d'Avignon, à présenter un duo avec Volmir Cordeiro dans le cadres des Sujets à vifs. La pièce s'intitule Je vais danser autour de ta tête jusqu'à ce que tu tombes.
En 2024, il est dans Les Émigrants de Krystian Lupa.

## Théâtre

### Comédien
- 2002 : Les Nô européens de François Cervantès
- 2002 : Tout est bien qui finit bien de William Shakespeare, mise en scène Stéphane Braunschweig
- 2003 : Innocents coupables d’Alexandre Ostrovski, mise en scène Bernard Sobel
- 2003 : Violences - Reconstitution de Didier-Georges Gabily, mise en scène Yann-Joël Collin
- 2004 : Sans faim de Hubert Colas
- 2005 : Hamlet de William Shakespeare, mise en scène Hubert Colas
- 2006 : Dommage qu'elle soit une putain de John Ford mise en scène Yves Beaunesne
- 2006 : Face au mur d'après Martin Crimp, mise en scène Hubert Colas
- 2007 : Mon képi blanc de Sonia Chiambretto, mise en scène Hubert Colas
- 2007 : Les Trois Sœurs d’Anton Tchekhov, mise en scène Stéphane Braunschweig[10]
- 2008 : Sans faim & Sans faim 2 de Hubert Colas
- 2009 : Case Study Houses #1 to #5 de Mathieu Bertholet
- 2009 : Idiot ! d'après Fiodor Dostoïevski, mise en scène Vincent Macaigne
- 2010 : Lesnevrosessexuellesdenosparents-etvous.fr, conception Hauke Lanz
- 2010 : Macbeth de William Shakespeare, mise en scène Éric Massé
- 2011 : Please, continue (Hamlet), mise en scène Yan Duyvendak
- 2012 : Six personnages en quête d'auteur de Luigi Pirandello, mise en scène Stéphane Braunschweig
- 2013 : Gratte-ciel de Sonia Chiambretto, mise en scène Hubert Colas
- 2014 : Aglavaine et Sélysette de Maurice Maeterlinck mise en scène Célie Pauthe, théâtre de la Colline
- 2014 : Rien de moi d’Arne Lygre, mise en scène Stéphane Braunschweig
- 2014 : Les Fumeurs noirs, conception Rémy Yadan
- 2015 : Sauver la peau de David Léon, mise en scène Hélène Soulié
- 2015 : Manuel de liberté, conception Yves-Noël Genod[11]
- 2015 : Tristesse et joie dans le vie des girafes de Tiago Rodrigues, mise en scène Émilie Rousset
- 2016 : Extrait d'une rencontre avec Pierre Pica, mise en scène Émilie Rousset
- 2016 : Un beau ténébreux d'après Julien Gracq, mise en scène Matthieu Cruciani
- 2017 : Remise Venise d'après Marcel Proust, mise en scène Yves-Noël Genod

- 2017 : La Septième Fonction du langage d'après Laurent Binet, mise en scène Sylvain Maurice
- 2018 : Désordre de Hubert Colas
- 2019 : L'Assemblée des rêves de Lancelot Hamelin, mise en scène Duncan Evennou
- 2019 : Reconstitution : Le Procès de Bobigny, mise en scène Émilie Rousset et Maya Boquet[12]
- 2021 : Jeff Koons - Épisode 5 de Rainald Goetz, mise en scène Hubert Colas[13]
- 2021 : Superstructure de Sonia Chiambretto, mise en scène Hubert Colas
- 2022 : Répertoire de Jérôme Game
- 2022 : Playlist politique d'Émilie Rousset[14]
- 2023 : Les Émigrants d'après W. G. Sebald, mise en scène Krystian Lupa

### Danseur
- 2010 : Le Cabaret discrépant, conception Olivia Grandville, Festival d'Avignon
- 2010 : Incantus de Vincent Dupont
- 2011 : Cinq Ryoanji, conception Olivia Grandville[15]
- 2013 : L'Invité mystère d'après Grégoire Bouillier, mise en scène Olivia Grandville et Manuel Vallade
- 2015 : Foules, chorégraphie Olivia Grandville
- 2014 : Je vais danser autour de ta tête jusqu'à ce que tu tombes, conception Manuel Vallade et Volmir Cordeiro[16]
- 2020 : Klein d'Olivia Grandville, MC93[17]

## Filmographie

### Longs métrages
- 2004 : En attendant la neige de Jean-Baptiste de Laubier
- 2011 : Drift Away de Daniel Sicard
- 2013 : Les Nuits avec Théodore de Sébastien Betbeder
- 2014 : Bird People de Pascale Ferran
- 2020 : D'amour et d'eau fraîche d'Isabelle Czajka

### Courts métrages
- 2000 : Cadeaux de Jean-Pascal Hattu
- 2005 : Les Voiliers du Luxembourg de Nicolas Engel
- 2006 : Infrarouge de Lionel Mougin
- 2009 : La Vie lointaine de Sébastien Betbeder
- 2010 : Drift Away de Daniel Sicard
- 2010 : Yoshido de Sébastien Betbeder
- 2010 : La Maladie Blanche de Christelle Lheureux
- 2010 : Angela de David Maye
- 2013 : Footing de Damien Gault
- 2018 : Not electronic city de Emmanuel Lagarrigues
- 2019 : Le vote, rituel de Louise Hémon et Émilie Rousset
- 2022 : Shake Up d'Anne Steffens